# Университет Кёнхи
Университет Кёнхи (кор. 경희대학교?, 慶熙大學校?, англ. Kyung Hee University) — частный университет в Республике Корея с кампусами в Сеуле и Сувоне. Университет Кёнхи является частью университетской системы Кён Хи, которая предлагает всестороннее образование от детского сада до аспирантуры.
По состоянию на 2018 год, Университет включает 23 колледжа бакалавриата, 1 общую магистратуру, 13 специализированных магистратур и 49 вспомогательных научно-исследовательских институтов. Университет предлагает программы обучения за рубежом в партнерстве с 434 родственными университетами в 69 странах.
Университет Кёнхи известен своим престижным колледжем корейской медицины, который считается ведущей школой в традиционной корейской медицине и других традиционных азиатских медицинских практиках.

## Рейтинги
Университет Кёнхи занял 6 место в Южной Корее, 40-е — в Азии и 247-е — в мире в рейтинге на 2020 год согласно оценке QS World University Rankings